# 이와키 다카마사
이와키 다카마사(일본어: 岩城隆政, 1842년 8월 17일 ~ 1861년 9월 16일)는 일본 에도 시대의 다이묘로, 가메다번의 11대 번주이다. 관위는 종5위하, 슈리노다이부(修理大夫)이다.
8대 번주 이와키 다카히로의 여섯째 아들로 태어났다. 안세이 2년(1855년) 12월 28일, 형이자 선대 번주인 이와키 다카노부가 사망하자, 말기양자로서 가문을 계승하여 번주가 되었다. 안세이 3년(1856년) 2월 28일에 쇼군 도쿠가와 이에사다를 알현하였고, 같은해 12월 16일에 종5위하 슈리노다이부에 서임되었다. 분큐 원년(1861년) 8월 12일, 가메다에서 사망하였고, 동생인 다카쿠니가 그 뒤를 이었다.
| 전임 이와키 다카노부 | 제11대 가메다번 번주 1855년 ~ 1861년 | 후임 이와키 다카쿠니 |